# 大同信用組合
大同信用組合（だいどうしんようくみあい）は、大阪府大阪市西区に本店を置く信用組合である。
ATMでは、しんくみ お得ねっと提携信用組合のカードによる出金は自組合扱いとなる。

## 沿革
- 1951年（昭和26年）9月 設立。
- 1999年（平成11年）4月 大阪東和信用組合の事業を譲り受ける。
- 1999年（平成11年）5月 興和信用組合の事業を譲り受ける。
- 1999年（平成11年）6月 福寿信用組合の事業を譲り受ける。
- 1999年（平成11年）6月 本店を現在地に移転。

## 店舗
- 本店営業部 - 大阪市西区北堀江1-4-3
- 城東支店 - 大阪市城東区関目1-1-3
- 京橋支店 - 大阪市都島区東野田町4-9-15
- 生野支店 - 大阪市生野区中川西1-17-12
- 針中野支店 - 大阪市東住吉区鷹合2-10-21
- 枚方支店 - 枚方市渚南町26-31
- 東香里支店 - 枚方市高田2-22-5
- 守口支店 - 守口市本町1-2-4
- 八尾支店 - 八尾市春日町2-6-6
- 松原支店 - 松原市柴垣1-8-1
- 初芝支店 - 堺市東区日置荘西町3-4-1
- 石津支店 - 堺市西区浜寺石津町中3-13-11
- 福田支店 - 堺市中区福田484-40
- 富田林支店 - 富田林市寿町2-2-35
- 三国支店 - 大阪市淀川区新高3-9-2-101
- 堀江夢まち支店（本店内、来店不要型定期預金「貯めーる定期預金」専用店舗）